# Wrightstown (New Jersey)
Wrightstown è un comune degli Stati Uniti d'America, situato nello stato del New Jersey, nella contea di Burlington.